# Concert per a piano núm. 4 (Saint-Saëns)

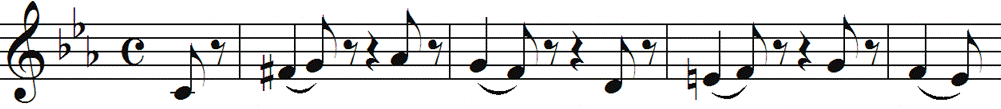
La melodia principal del quart concert per a piano de Saint-Saëns.

Concert per a piano núm. 4 en do menor, op. 44, de Camille Saint-Saëns, és el concert per a piano més estructuralment innovador del compositor. Es va estrenar el 31 d'octubre de 1875 al Théâtre du Châtelet de París, amb el compositor com a solista i l'Orchestre Colonne dirigida per Édouard Colonne. El concert està dedicat a Anton Door, professor de piano al Conservatori de Viena. Continua sent un dels concerts de piano més populars de Saint-Saëns, només superat pel Concert per a piano núm. 2 en sol menor. Aquesta obra altament inventiva, juntament amb moltes altres, fa molt per refusar la caricatura d'un Saint-Saëns purament reaccionari.

## Moviments
1. Allegro moderato - Andante
2. Allegro vivace - Andante - Allegro

En cert sentit, s'estructura com una simfonia de quatre moviments, però que s'agrupen per parelles. És a dir, la peça es divideix en dues parts principals, cadascuna de les quals combina dos moviments (I. Un tema de temps moderat i variacions en do menor; II. Un tema i variacions més lentes i relacionades amb la bemoll major; III. Scherzo en do menor; IV. Final en do major). No obstant això, en cada part hi ha una secció de transició semblant a un pont, entre els dos "moviments" principals: per exemple, un Andante fugal en la part II funciona com un interludi entre les dues seccions principals de tres metres.
El primer moviment comença amb un subjecte cromàtic suaument entremaliat, com un diàleg entre les cordes i el piano solista, i continua en un desenvolupament temàtic creatiu similar a la tercera simfonia de Saint-Saëns. El compositor demostra una habilitat brillant a l'hora d'utilitzar el piano i l'orquestra gairebé per un igual. A l'Andante, introdueix un tema semblant a un himne amb la fusta (també sorprenentment semblant a la melodia de la secció final de la tercera simfonia) i l'utilitza com a plataforma en la qual construeix una sèrie de variacions, abans de portar el moviment al final a un lloc tranquil.
L'Allegro vivace comença com un scherzo lúdic i astut (tot i que encara en do menor), amb un tema principal que deriva del tema cromàtic original del començament del primer moviment. Hi ha un canvi de temps a 6/8, i el piano porta l'orquestra en un nou breu però enèrgic tema. Finalment, l'orquestra es trasllada a un exuberant Andante, que recapitula la melodia d'estil coral. Més aviat, el piano puja fins a una ràfega de trinats de doble octava i una fanfara de trompeta clàssica, que condueix a un final alegre basat una vegada més en el tema de l'himne interpretat en el triple temps. El concert conclou amb el piano, en una cadència en forma de cascades, que guien l'orquestra a un tancament fortissimo.